# Arsenal Football Club 2002-2003
Questa voce raccoglie le informazioni riguardanti l'Arsenal Football Club nelle competizioni ufficiali della stagione 2002-2003.

## Divise e sponsor
Lo sponsor tecnico per la stagione 2002-2003 fu Nike, mentre lo sponsor ufficiale fu O2.
| Casa | Trasferta | Terza divisa |

## Organico

### Rosa
| N. |                        | Ruolo | Calciatore               |
| -- | ---------------------- | ----- | ------------------------ |
| 1  | Inghilterra (bandiera) | P     | David Seaman             |
| 3  | Inghilterra (bandiera) | D     | Ashley Cole              |
| 4  | Francia (bandiera)     | C     | Patrick Vieira           |
| 5  | Inghilterra (bandiera) | D     | Martin Keown             |
| 7  | Francia (bandiera)     | C     | Robert Pirès             |
| 8  | Svezia (bandiera)      | C     | Fredrik Ljungberg        |
| 9  | Inghilterra (bandiera) | A     | Francis Jeffers          |
| 10 | Paesi Bassi (bandiera) | A     | Dennis Bergkamp          |
| 11 | Francia (bandiera)     | A     | Sylvain Wiltord          |
| 12 | Camerun (bandiera)     | D     | Lauren                   |
| 13 | Inghilterra (bandiera) | P     | Stuart Taylor            |
| 14 | Francia (bandiera)     | A     | Thierry Henry            |
| 15 | Inghilterra (bandiera) | C     | Ray Parlour              |
| 16 | Paesi Bassi (bandiera) | C     | Giovanni van Bronckhorst |
| 17 | Brasile (bandiera)     | C     | Edu                      |
| 18 | Francia (bandiera)     | D     | Pascal Cygan             |

| N. |                              | Ruolo | Calciatore         |
| -- | ---------------------------- | ----- | ------------------ |
| 19 | Brasile (bandiera)           | C     | Gilberto Silva     |
| 21 | Inghilterra (bandiera)       | C     | Jermaine Pennant   |
| 22 | Ucraina (bandiera)           | D     | Oleg Luzhny        |
| 23 | Inghilterra (bandiera)       | D     | Sol Campbell       |
| 24 | Svezia (bandiera)            | P     | Rami Shaaban       |
| 25 | Nigeria (bandiera)           | A     | Nwankwo Kanu       |
| 26 | Lettonia (bandiera)          | D     | Igors Stepanovs    |
| 27 | Grecia (bandiera)            | D     | Stathis Tavlaridis |
| 28 | Costa d'Avorio (bandiera)    | D     | Kolo Touré         |
| 29 | Germania (bandiera)          | D     | Moritz Volz        |
| 30 | Francia (bandiera)           | A     | Jérémie Aliadière  |
| 33 | Irlanda (bandiera)           | P     | Graham Stack       |
| 37 | Inghilterra (bandiera)       | C     | David Bentley      |
| 40 | Inghilterra (bandiera)       | C     | Ryan Garry         |
| 45 | Trinidad e Tobago (bandiera) | D     | Justin Hoyte       |
| 49 | Danimarca (bandiera)         | C     | Sebastian Svärd    |

## Risultati

### Premier League

#### Girone di andata
| Arbitro: | Riley |

|                      |           |  |
| Henry 9’ Wiltord 24’ | Marcatori |  |

| Arbitro: | Barry |

|                         |           |                       |
| J. Cole 44’ Kanouté 53’ | Marcatori | 65’ Henry 88’ Wiltord |

| Arbitro: | Paul Durkin |

|                                                   |           |                       |
| Cole 3’ Lauren 21’ Wiltord 24’, 77’ Aliadière 90’ | Marcatori | 52’ Dobie 87’ Roberts |

| Arbitro: | D'Urso |

|          |           |           |
| Zola 34’ | Marcatori | 60’ Touré |

| Arbitro: | Wilkes |

|                       |           |            |
| Wiltord 26’ Henry 42’ | Marcatori | 29’ Anelka |

| Arbitro: | Dunn |

|  |           |                               |
|  | Marcatori | 44’ Henry 67’ Wiltord 88’ Edu |

| Arbitro: | Pugh |

|                      |           |              |
| Henry 26’ Kanu 90+3’ | Marcatori | 47’ Farrelly |

| Arbitro: | Wiley |

|  |           |                                  |
|  | Marcatori | 9’, 86’ Kanu 20’ Touré 46’ Henry |

| Arbitro: | Elleray |

|                          |           |              |
| Kanu 3’, 9’ Vieira 45+2’ | Marcatori | 83’ Craddock |

| Arbitro: | Rennie |

|                          |           |              |
| Radzinski 22’ Rooney 90’ | Marcatori | 8’ Ljungberg |

| Arbitro: | Barber |

|         |           |                         |
| Edu 45’ | Marcatori | 6’ (aut.) Edu 51’ Yorke |

| Arbitro: | Winter |

|  |           |                   |
|  | Marcatori | 31’ (aut.) Marlet |

| Arbitro: | Dean |

|             |           |  |
| Wiltord 25’ | Marcatori |  |

| Arbitro: | Riley |

|                                     |           |  |
| Henry 13’ Ljungberg 55’ Wiltord 71’ | Marcatori |  |

| Arbitro: | Durkin |

|                                       |           |                        |
| Beattie 45+3’, 58’ (rig.) Delgado 67’ | Marcatori | 36’ Bergkamp 79’ Pires |

| Arbitro: | Barber |

|                                 |           |                  |
| Pires 17’ Henry 49’, 82’ (rig.) | Marcatori | 64’ Hitzlsperger |

| Arbitro: | Gallagher |

|                       |           |  |
| Verón 22’ Scholes 73’ | Marcatori |  |

### FA Cup
| Arbitro: | Clive Wilkes |

|                                 |           |  |
| Bergkamp 15’ McNiven 67’ (aut.) | Marcatori |  |

| Arbitro: | Alan Wiley |

|              |           |                                                       |
| Baptiste 71’ | Marcatori | 19’ Campbell 23’, 68’ Jeffers 74’ Bergkamp 78’ Lauren |

| Arbitro: | Jeff Winter |

|  |           |                     |
|  | Marcatori | 35’ Edu 52’ Wiltord |

| Arbitro: | Paul Durkin |

|                       |           |                      |
| Jeffers 37’ Henry 45’ | Marcatori | 4’ Terry 84’ Lampard |

| Arbitro: | Urs Meier |

|           |           |                                         |
| Terry 79’ | Marcatori | 24’ (aut.) Terry 33’ Wiltord 82’ Lauren |

| Arbitro: | Graham Poll |

|               |           |  |
| Ljungberg 34’ | Marcatori |  |

| Arbitro: | Graham Barber |

|           |           |  |
| Pires 38’ | Marcatori |  |

### EFL Cup
| Arbitro: | Alan Wiley |

|                       |           |                           |
| Pires 12’ Jeffers 33’ | Marcatori | 56’ Kyle 70’, 72’ Stewart |

### UEFA Champions League

#### Prima fase a gironi
| Arbitro: | Anders Frisk |

|                            |           |  |
| Bergkamp 62’ Ljungberg 77’ | Marcatori |  |

| Arbitro: | Ľuboš Micheľ |

|  |           |                                                  |
|  | Marcatori | 1’ Gilberto Silva 66’ Ljungberg 21’, 90+2’ Henry |

| Arbitro: | Frank De Bleeckere |

|  |           |                    |
|  | Marcatori | 48’ Gilberto Silva |

| Arbitro: | Domenico Messina |

|          |           |                    |
| Kanu 53’ | Marcatori | 8’ Kapo 27’ Fadiga |

| Arbitro: | Manuel Mejuto González |

|                         |           |           |
| Rosický 38’, 62’ (rig.) | Marcatori | 18’ Henry |

| Londra 12 novembre 2002, ore 20:45 CET 6ª giornata | Arsenal            | 0 – 0 referto | PSV | Highbury (35 274 spett.)\| Arbitro: \| Tom Henning Øvrebø \| |
| Arbitro:                                           | Tom Henning Øvrebø |               |     |                                                              |

#### Seconda fase a gironi
| Arbitro: | Ľuboš Micheľ |

|            |           |                    |
| Cassano 4’ | Marcatori | 6’, 70’, 75’ Henry |

| Londra 10 dicembre 2002, ore 20:45 CEST 2ª giornata | Arsenal      | 0 – 0 referto | Valencia | Highbury (24 000 spett.)\| Arbitro: \| Ľuboš Micheľ \| |
| Arbitro:                                            | Ľuboš Micheľ |               |          |                                                        |

| Arbitro: | Lucílio Batista |

|            |           |             |
| Wiltord 5’ | Marcatori | 17’ de Jong |

| Amsterdam 26 febbraio 2003, ore 20:45 CEST 4ª giornata | Ajax            | 0 – 0 referto | Arsenal | Amsterdam Arena (51 025 spett.)\| Arbitro: \| Valentin Ivanov \| |
| Arbitro:                                               | Valentin Ivanov |               |         |                                                                  |

| Arbitro: | Urs Meier |

|            |           |               |
| Vieira 12’ | Marcatori | 45+2’ Cassano |

| Arbitro: | Kyros Vassaras |

|                |           |           |
| Carew 34’, 57’ | Marcatori | 49’ Henry |

## Statistiche

### Statistiche di squadra
| Competizione     | Punti | In casa | In casa | In casa | In casa | In casa | In casa | In trasferta | In trasferta | In trasferta | In trasferta | In trasferta | In trasferta | Totale | Totale | Totale | Totale | Totale | Totale | DR  |
| Competizione     | Punti | G       | V       | N       | P       | Gf      | Gs      | G            | V            | N            | P            | Gf           | Gs           | G      | V      | N      | P      | Gf     | Gs     | DR  |
| ---------------- | ----- | ------- | ------- | ------- | ------- | ------- | ------- | ------------ | ------------ | ------------ | ------------ | ------------ | ------------ | ------ | ------ | ------ | ------ | ------ | ------ | --- |
| Premier League   | 78    | 19      | 15      | 2       | 2       | 47      | 20      | 19           | 8            | 7            | 4            | 38           | 22           | 38     | 23     | 9      | 6      | 85     | 42     | +43 |
| FA Cup           | -     | 4       | 3       | 1       | 0       | 6       | 2       | 3            | 3            | 0            | 0            | 10           | 2            | 7      | 6      | 1      | 0      | 16     | 4      | +12 |
| League Cup       | -     | 1       | 0       | 0       | 1       | 2       | 3       | 0            | 0            | 0            | 0            | 0            | 0            | 1      | 0      | 0      | 1      | 2      | 3      | -1  |
| Champions League | 17    | 6       | 1       | 4       | 1       | 5       | 4       | 6            | 3            | 1            | 2            | 10           | 5            | 12     | 4      | 5      | 3      | 15     | 10     | +5  |
| Totale           | 95    | 29      | 19      | 7       | 3       | 58      | 26      | 29           | 14           | 8            | 7            | 60           | 32           | 58     | 33     | 15     | 10     | 118    | 59     | +59 |

### Andamento in campionato
| Giornata  | 1 | 2 | 3 | 4 | 5 | 6 | 7 | 8 | 9 | 10 | 11 | 12 | 13 | 14 | 15 | 16 | 17 | 18 | 19 | 20 | 21 | 22 | 23 | 24 | 25 | 26 | 27 | 28 | 29 | 30 | 31 | 32 | 33 | 34 | 35 | 36 | 37 | 38 |
| --------- | - | - | - | - | - | - | - | - | - | -- | -- | -- | -- | -- | -- | -- | -- | -- | -- | -- | -- | -- | -- | -- | -- | -- | -- | -- | -- | -- | -- | -- | -- | -- | -- | -- | -- | -- |
| Luogo     | C | T | C | T | C | T | C | T | C | T  | C  | T  | C  | C  | T  | C  | T  | T  | A  | T  | C  | C  | T  | C  | T  | C  | T  | C  | C  | T  | C  | T  | C  | T  | T  | C  | C  | T  |
| Risultato | V | N | V | N | V | V | V | V | V | P  | P  | V  | V  | V  | P  | V  | P  | N  | V  | V  | N  | V  | V  | V  | N  | V  | N  | V  | V  | P  | V  | N  | N  | V  | N  | P  | V  | V  |
| Posizione | 3 | 4 | 1 | 2 | 1 | 1 | 1 | 1 | 1 | 2  | 2  | 2  | 2  | 1  | 1  | 1  | 1  | 1  | 1  | 1  | 1  | 1  | 1  | 1  | 1  | 1  | 1  | 1  | 1  | 1  | 1  | 1  | 2  | 2  | 2  | 2  | 2  | 2  |

Fonte:  English Premier League - Arsenal 2002-2003, su statto.com (archiviato dall'url originale il 16 dicembre 2013).
Legenda:

Luogo: C = Casa; T = Trasferta. Risultato: V = Vittoria; N = Pareggio; P = Sconfitta.